# 다크 소울
《다크 소울》은 프롬소프트웨어가 제작하고 반다이 남코 엔터테인먼트가 배급하는 일련의 액션 롤플레잉 게임 시리즈이다. 프롬소프트웨어의 미야자키 히데타카가 본래 《데몬즈 소울 (2009)》의 정신적 후속작으로서 기획했다.
《다크 소울 (2011)》, 《다크 소울 II (2014)》와 《다크 소울 III (2016)》, 총 세 작품들이 출시됐다. 시리즈 전체적으로 난이도가 높은 것으로 유명하다.

## 게임
| 2011 | 다크 소울             |
| 2012 |                       |
| 2013 |                       |
| 2014 | 다크 소울 II          |
| 2015 |                       |
| 2016 | 다크 소울 III         |
| 2017 |                       |
| 2018 | 다크 소울: 리마스터드 |

### 관련 게임
2009년 플레이스테이션 3로 발매된 프롬소프트웨어 게임 《데몬즈 소울》은 《다크 소울》 시리즈의 전신으로 여겨진다.

## 반응
모듈:Video_game_series_reviews 99번째 줄에서 Lua 오류: attempt to concatenate local 'sitelink' (a nil value).

## 참조

### 주해
1. ↑  영어: Dark Souls, 일본어: ダークソウル